# Транспорт в Новой Каледонии
Транспорт Новой Каледонии представлен автомобильным, воздушным, водным (морским), в населенных пунктах и в междугородном сообществе действует общественный транспорт пассажирских перевозок. Площадь территории составляет 18 575 км² (156 место в мире). Форма территории — архипелаг; максимальное расстояние с севера на юг — 650 км, с востока на запад — 1500 км; главный остров вытянут с северо-запада на юго-восток на 450 км, в самом широком месте — 65 км. Географическое положение Новой Каледонии позволяет контролировать транспортные пути в западной части акватории Тихого океана, между Восточной Азией и Австралией с Новой Зеландией, между соседними странами Океании.

## Автомобильный транспорт

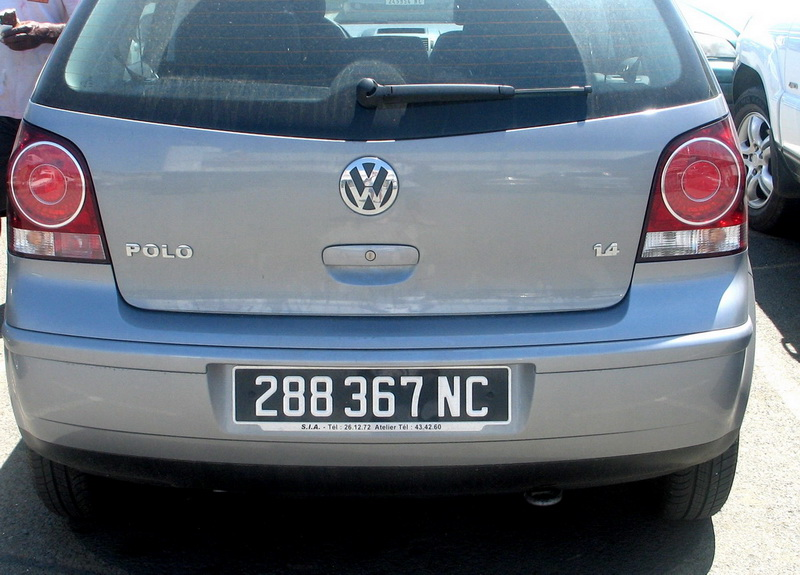
Номерной знак Новой Каледонии.

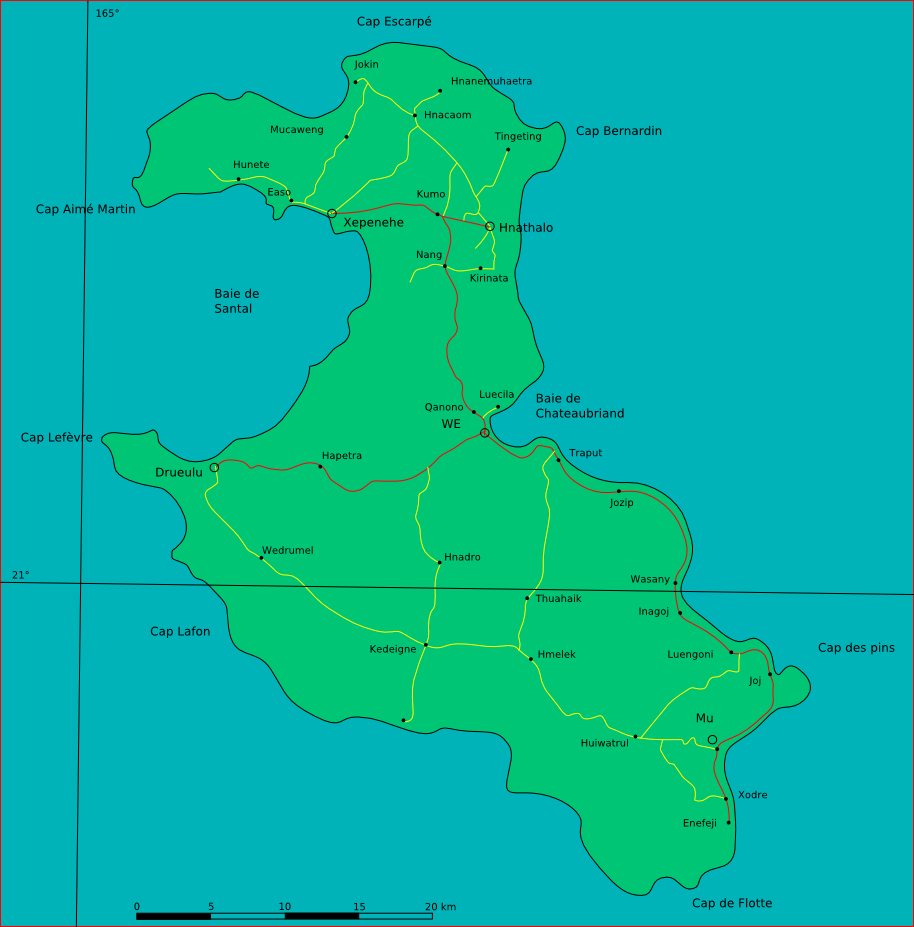
Карта дорожной сети острова Лифу.

Общая длина автодорог в Новой Каледонии, по состоянию на 2006 год, достигает 5 622 км (152 место в мире).

## Железнодорожный транспорт
На острове в течение 1904—1940 годов действовала железнодорожная линия общей длиной 29 км, которая соединяла столицу острова, город Нумеа, с городом Паита. Ширина колеи была 914 мм. Во время Второй мировой войны войска союзников в 1942 году использовали ветку для собственных нужд.

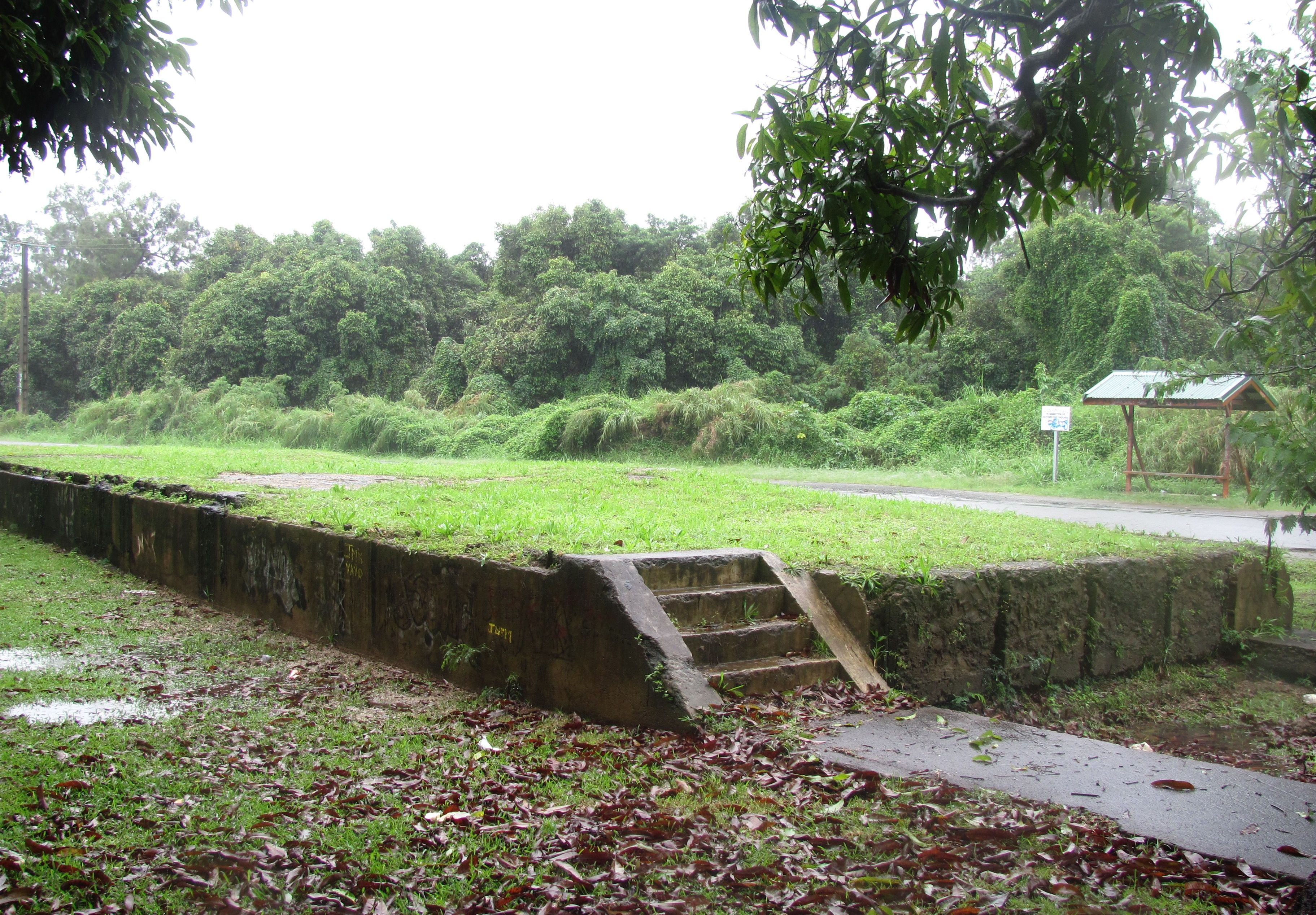
Остатки перрона в Паите
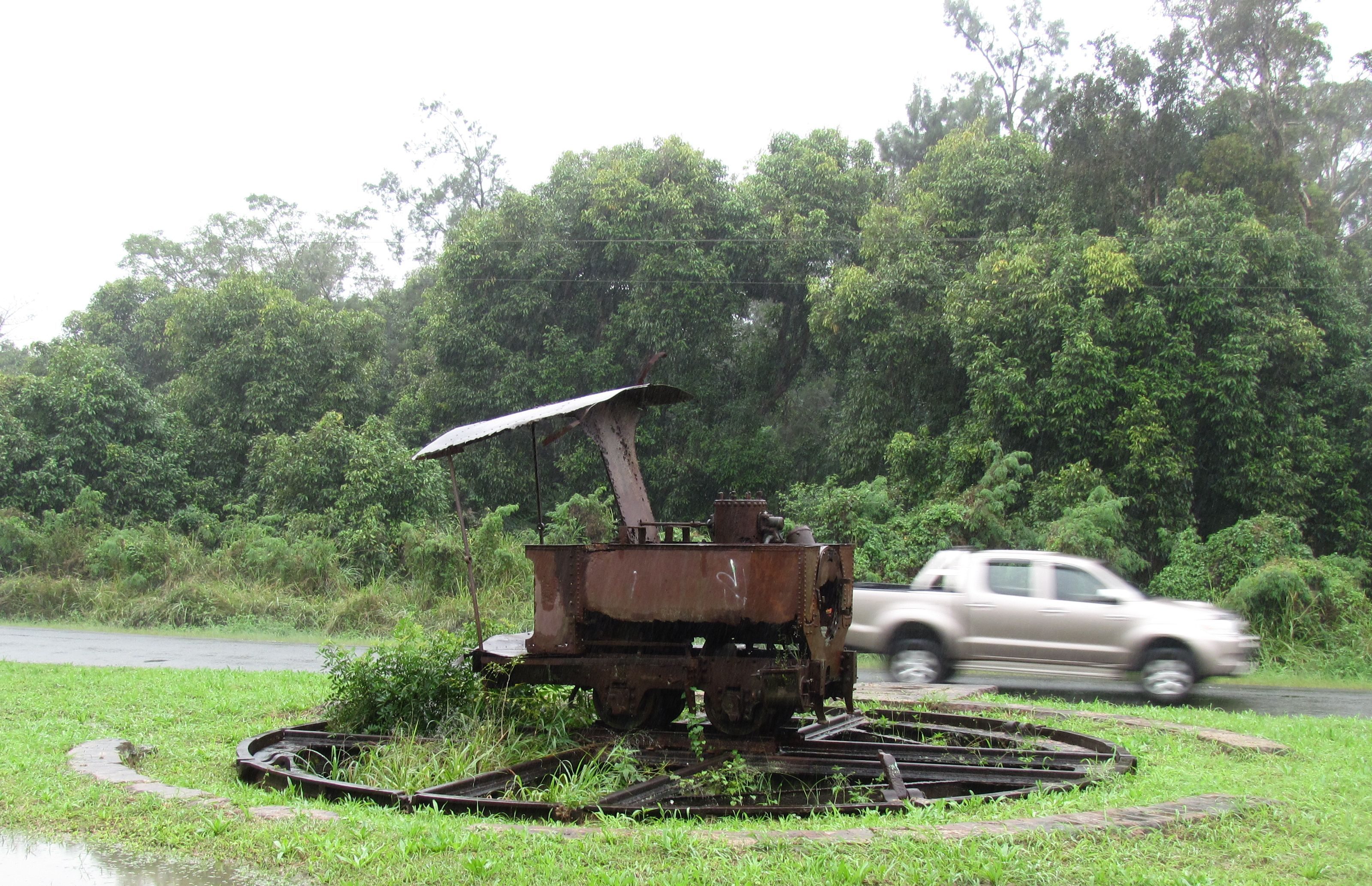
Остатки локомотива Маргарита

## Воздушный транспорт
В Новой Каледонии, по состоянию на 2013 год, работает 25 аэропортов (128-е место в мире), из них 12 с твёрдым покрытием взлётно-посадочных полос и 13 с грунтовым. Аэропорты территории по длине взлётно-посадочных полос делятся следующим образом (в скобках отдельно число без твердого покрытия):
- длиннее 10 тыс. футов (>3047 м) — 1 (0);
- от 5 тыс. до 3 тыс. футов (1523—914 м) — 10 (5);
- короче 3 тыс. футов (<914 м) — 1 (8)[1].

На территории, по состоянию на 2015 год, зарегистрировано (во Франции) 2 авиапредприятия, которые оперируют 10 воздушными судами.
На территории, по состоянию на 2013 год, сооружено и действует 8 вертолётных площадок.
Новая Каледония не является членом Международной организации гражданской авиации (ICAO), интересы территории в организации представляет Франция. Аэропорты Новой Каледонии имеют буквенный код ИКАО, начинающийся с — NW.

## Водный транспорт
Главный морской порт: Нумеа.
Морской торговый флот Новой Каледонии, по состоянию на 2010 год, составлял 3 морских судна с тоннажем более 1 тыс. регистровых тонн (GRT) каждое (137 место в мире).
По состоянию на 2010 год, количество морских торговых судов, зарегистрированных под флагами других стран — 3 (Франции).

## Государственное управление
Франция осуществляет управление транспортной инфраструктурой заморской территории через министерства заморских территорий и экологии, энергетики и океанов. По состоянию на 6 декабря 2016 года министерства в правительстве Бернара Казенёва возглавляли министры Эрика Барейт и Мари-Сеголен Руаяль, соответственно.